# Ломбард, Питер
Питер Ломбард (англ. Peter Lombard, род. 24 мая 1976) — гуамский шоссейный и МТБ велогонщик. Участник летних Олимпийских игр 2016 года.

## Биография
Питер Ломбард родился на Гуаме. Учился в школе Святого Иоанна в Тумоне. Затем в Военно-морской академии США с 1995 по 1998 год, получив средний балл 4,0. Был лучшим учеником класса, произносящим прощальную речь на выпускном. За время обучения в академии являлся капитаном команды по гимнастике. В 1998 году он получил всеамериканские награды CoSIDA First Team Academic.
После этого он учился в Школе медицины Джонса Хопкинса. В настоящее время он глазной хирург и владеет клиникой Lombard Health Eye Clinic. У Ломбард есть дочь по имени Алея.

## Карьера
Начал кататься на велосипеде с 2001 года и участвовал в соревнованиях по триатлону. Увеличил свой режим тренировок после окончании медицинской школы.
Несколько раз становился победителем Тура Гуама и чемпионом Гуама в групповой гонке. Был участником чемпионата Океании по шоссейному велоспорту
В феврале 2016 года Ломбард стал чемпионом Гуама по МТБ в дисциплине кросс-кантри. Эта победа позволила ему принять участие в чемпионате Океании по МТБ который прошёл в следующем месяце в Новой Зеландии. На том чемпионате были представлены спортсмены из Австралия, Новой Зеландии и Гуама. Ломбард стал единственным гуамским спортсменом, прошедшим квалификацию на летние Олимпийские игры 2016 года по результатам чемпионата. Он изменил свой рабочий график, чтобы больше тренироваться, а также взял неделю отпуска на работе, чтобы потренироваться в горах Японии.
В 2016 году был включён в состав сборной Гуама на летних Олимпийских играх в Рио-де-Жанейро. На них выступил в дисциплине кросс-кантри, но стал одним из пяти гонщиков не сумевших финишировать. Во время гонки у него возникли проблемы с контактными педалями из-за чего было трудно их защёлкивать. В какой-то момент трасса стала настолько скользкой из-за дождя, что гонщикам пришлось спешиться. Неисправное крепление мешало ему. Он упал на первом и втором кругах, после чего его сняли с гонки. В этот момент он был на вершине горы и не знал, куда бежать и решил поболеть за велогонщиков, всё ещё участвующих в гонке Это привлекло внимание и было хорошо встречено публикой. Ломбард был одним из пяти спортсменов, не закончивших гонку. О своем олимпийском опыте он сказал: «Я счастлив, что всё сделано, счастлив быть в целости и сохранности».
У Ломбарда также было несколько падений перед Играми в Рио. После Игр он обнаружил, что у него проблемы с позвоночником. Ему сделали инъекции и он взял перерыв в соревновательной деятельности. Но ему требуется операция по сращению позвоночника, чтобы улучшить своё здоровье.
С 2020 года выступает за команду EuroCyclingTrips Pro Cycling.

## Достижения
2011
 Чемпион Гуама — групповая гонка
2012
 Чемпион Гуама — групповая гонка
1-й на Тур Гуама
2014
 Чемпион Гуама — групповая гонка
 Чемпион Тихого океана — групповая гонка
1-й на Тур Гуама
2015
 Чемпион Гуама — групповая гонка
2-й на Тур Гуама
2016
 Чемпион Гуама — кросс-кантри